# Самострел
Самострел је оружје које се састоји од лука који је монтиран на дебло. Посебан механизам на деблу држи тетиву натегнуту док не дође време за испаљивање стреле. Самострел је имао значајну улогу у средњовековном ратовању у Европи, као и у Кини кроз већи део историје. Данас се самострел користи у спорту (стреличарство), као и у спортском лову.
Историјски гледано, самострели су играли значајну улогу у ратовању источне Азије и Европе. Најранији познати самострели су измишљени у првом миленијуму пре нове ере, најкасније у 7. веку пре нове ере у старој Кини, најкасније у 1. веку нове ере у Грчкој (као гастрафети), свака цивилизација је развила оружје независно једна од друге. Самострели су довели до велике промене у улози пројектилног оружја у ратовима, као што су током Ћингових ратова за уједињење и касније Ханских кампања против северних номада и западних држава. Средњовековни европски самострел називан је многим именима, укључујући и сам „самострел”; већина ових имена изведена је од речи ballista, старогрчког торзионог опсадног мотора сличног изгледа али различитог по принципу дизајна. Традиционални лук и стрела су дуго били специјализовано оружје које је захтевало знатну обуку, физичку снагу и стручност да би деловало са било којим степеном практичне ефикасности. Многе културе су стреличаре третирале као засебну и супериорну касту ратника, упркос томе што су обично потицали из обичне класе, пошто је њихов скуп вештина у стрељаштву у суштини био обучен и ојачан од раног детињства (слично многим културама оријентисаним на коњицу) и било их је немогуће репродуковати ван унапред успостављене културне традиције, која је недостајала многим културама. Насупрот томе, самострел је био прво далекометно оружје које је било једноставно, јефтино и физички довољно незахтевно да њиме рукује велики број необучених војних обвезника, што је омогућавало практично сваком војном телу да постави моћну снагу самостреличара уз мало трошкова изнад цене самог оружја.
У модерно доба, ватрено оружје је у великој мери потиснуло лукове и самостреле као ратно оружје. Међутим, самострели су и даље у широкој употреби за такмичарске стрељачке спортове и лов, или за релативно тихо гађање.
Могуће је претворити бар неке лукове из продавнице у самострел. То се ради спајањем система залиха и окидача са луком.

## Терминологија
A crossbowman or crossbow-maker is sometimes called an arbalista, arbalist or arbalest. The last two are also used to refer to the crossbow.
Arrow, bolt and quarrel are all suitable terms for crossbow projectiles.
The lath, also called the prod, is the bow of the crossbow. According to W.F. Peterson, the prod came into usage in the 19th century as a result of mistranslating rodd in a 16th-century list of crossbow effects.
The stock is the wooden body on which the bow is mounted, although the medieval tiller is also used.
The lock refers to the release mechanism, including the string, sears, trigger lever, and housing.

## Историја технологије самострела
Многи научници верују да се први самострел појавио у Кини. Неки верују да се појавио у 6. веку п. н. е. Постоје и археолошке индикације да се појавио у 2. веку п. н. е. Остали извори наводе да се оригинални самострел појавио у Источној Азији, али питање је да ли се први појавио у Кини. Једна верзија самострела зван балиста коришћена је на Медитерану од стране Римског царства. Величина самострела је варирала од малих (за једну особу) до огромних справа за опсаду. Балиста је основа речи самострел у романским језицима као што су шпански (ballesta) и италијански (ballesta).
Лук (зван “Шило“ на самострелу) је на раним самострелима прављен од парчета дрвета, обично од тисовине. За време Крсташких ратова, Европљани су били незаштићени од сараценских композитних лукова. Ови композитни лукови су били доста моћнији од европских дрвених лукова, па су Европљани усвојили композитне лукове као подесне за прављење самострела. Како је челик постао широко распрострањен у 14. веку почели су се правити и челични самострели. Челични лукови на самострелу били су доста краћи од оригиналних дрвених. Резултат овога је била краћа тетива коју је требало мање вући. Ово је самострелу смањило снагу, и да би се то надокнадило коришћене су се много јаче тетиве. Тако док су стари самострели били натезани помоћу снаге руке, челични су морали имати неки механизам који је затезао лук. Ови механизми су били веома различитих облика, користили су полуге, зупчасте точкове и дизалице на различите начине. Употреба ових механизама омогућавала су војнику да користи челични самострел без превеликог умарања, за разлику од дрвених самострела који су користили људску снагу за напрезање. Каснијих година самострел је имао толику кинетичку енергију да је могао да пробије сваки ланчани оклоп као и већину пуних оклопа. Неки самострели су могли да произведу енергију од 1600 њутна, за разлику од дугог лука који је производио до 900 њутна. Шта више, самострел је могао да буде напрегнут (спреман за паљбу) без напора снаге што је дозвољавало стрелцу да дуже и лакше нишани за разлику од лука.
- Полуга која се вуче
- Полуга која се гура
- Механизам са зупчастим точком
- Механизам са дизалицом

Стреле које су користили самострели називане су и клин (енгл. bolts). Биле су краће али доста теже од обичних стрела, што је давало већу кинетичку енергију и већу пробојну моћ од лукова. Постојали су и самострели који су направљени да испаљују камење и оловна зрна. Они су најчешће коришћени за лов на дивљач.
Тетива за самострел је најчешће израђивана од јаког влакна мада је такође била израђивана и од канапа.

## Историја употребе самострела
Према неким изворима самострел се први пут користио у бици код Ма-Линга у Кини 341. п. н. е. До 200. године п. н. е. самострел се доста развио и био је доста распрострањен у кинеској војсци. Самострел је нашао своје темеље у војсци Теракота армије у гробници цара Ћин Ш’ хуангаа (260. - 210. п. н. е.). Први самострели на западу појавили су се око 400. п. н. е. Римљани су самострел називали аркубалиста и нису га користили као распрострањено војно оружје. Код Римљана су самострел користили само извиђачи, а коришћен је и за лов. Имао је своју улогу и у Западној Африци, а поробљени Африканци су ову технологију однели у Америку. У северној Америци самострел је коришћен за лов у тренуцима када је била несташица барута због економије, слабог доласка бродова или изолације. До 17. века пчелари су имали своје кошнице широм шума па су их морали бранити од медведа. Због тога је пчеларима било дозвољено ношење оружја, а често су носили огромне самостреле.
Фински еп Калевала описује како Јоукахаинен (фин. Joukahainen) напада из заседе јунака Ваинамоинена (Väinämöinen) самострелом. Легендарни швајцарски херој, Вилијам Тел (William Tell) самострелом пуца у јабуку која се налази на глави његовог сина.
У Европи у војне сврхе самострел се користи отприлике од 800. до 1500. године нове ере. Они су скоро у потпуности заменили лукове у многим европским армијама. Има више разлога за то, иако је дуги лук имао већи домет, једнаку прецизност и могао да испали више стрела у минуту од просечног самострела. Самострел је могао користити војник после само неколико недеља вежбе док је за дуги лук требало неколико година обуке, употреба самострела је била могућа и са коња док са дугим луком то није било могуће.
Сарацени су самострел назвали “qaws Ferengi“ или француски лук, када су га крсташи са великим успесима користили у борби против арапских и турских коњаника. У европским армијама војници са самострелом су обично мешани са копљаницима и налазили су се на централним позицијама. Обично су они први нападали непријатељске редове пре него што у напад крене тешка коњица. Они су такође били ефикасни у заштити пешадије. У армији Ричарда Лављег Срца као и у другим армијама самострел су послуживала три војника, војник који је користио самострел (носили су два самострела са собом), други војник који је носио штит за заштиту, док је трећи војник имао за задатак да пуни један самострел док је други у употреби. Тако су три војника могла да испале 8 стрела у минути док је један могао испалити само три. Нишанџија је био вођа тима. Он је задуживао опрему и сам је плаћао своју послугу. Плата плаћеника војника са самострелом је била већа него оног са дугим луком али они нису морали да плаћају послугу и опрема им је била јефтинија.
Тешко оклопљени копљаници (витезови) наоружани дугим копљима, нису се могли добро носити у сукобу са мешаном војском копљаника и самострелаца, јер је самострел могао да пробије већину витешких оклопа. Ово је довело до развоја нове коњичке тактике, витезови би заузимали формацију у облику троугла са најјаче оклопљеним витезовима на шпицу, и сваки од њих би такође био опремљен самострелом.